# Juliana Paes

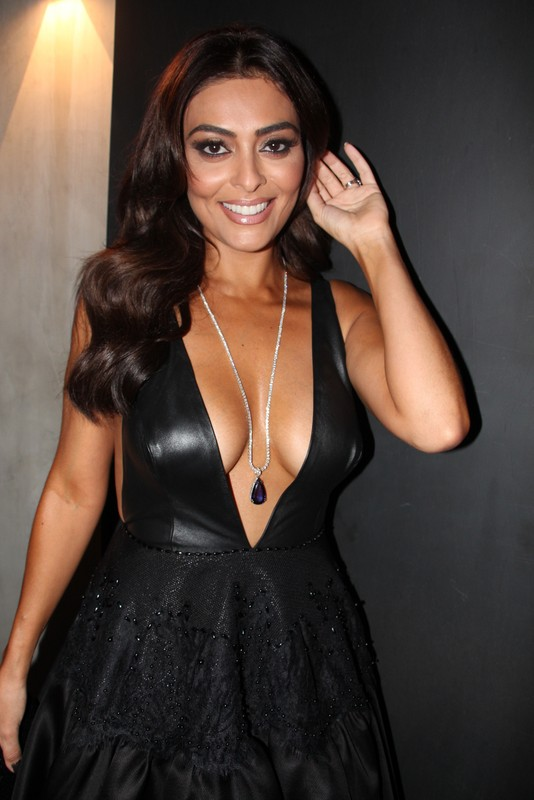
Juliana Paes

Juliana Couto Paes (sinh ngày 26 tháng 3 năm 1979) là một nữ diễn viên người Brazil và là cựu người mẫu. Cô trở nên nổi tiếng trên toàn quốc thông qua chương trình truyền hình và sự nghiệp làm người mẫu. Cô cũng đóng vai chính Ulla trong một phiên bản địa phương của vở nhạc kịch The Producers.

## Tiểu sử
Paes được sinh ra tại Rio Bonito, Rio de Janeiro. Theo cô, cô là người gốc Ả Rập, châu Phi, Bồ Đào Nha, Tây Ban Nha và gốc Brazil. Cô là con lớn nhất của Regina và Carlos Henrique Paes. Cô có ba anh chị em: Mariana, Rosana, và Carlos Henrique Jr.

## Sự nghiệp
Một nữ diễn viên, người mẫu và với bằng đại học, Paes trở nên nổi tiếng trên toàn quốc với những màn trình diễn của cô trong vở opera của Rede Globo và với ngoại hình của cô. Cô đã ở trên trang bìa của tạp chí Playboy vào tháng 5 năm 2004.
Năm 2006, Paes được tạp chí People bình chọn là một trong số 100 người hấp dẫn nhất trên thế giới.
Paes đóng vai chính trong nhiều chiến dịch thương mại, chẳng hạn như của Colorama và Hope's. Hiện tại, cô là gương mặt đại diện của Arezzo lần thứ hai và thay thế người mẫu hàng đầu Gisele Bündchen trong vai trò ngôi sao của chiến dịch cho thương hiệu trang sức Vivara.
Lần ra mắt đầu tiên của cô là khi cô đóng vai nhân vật chính Maya Meetha trong bộ phim truyền hình Brazil có tên Caminho das Índias.

## Đời tư
Vào ngày 9 tháng 9 năm 2008, cô kết hôn với doanh nhân Carlos Eduardo Baptista, tại Itanhangá Golf Club, được coi là "cô dâu của năm". Vào ngày 16 tháng 12 năm 2010, con trai đầu tiên của cô, Pedro, được sinh ra ở thành phố Rio de Janeiro.
Vào cuối năm 2012, Paes đã công bố lần mang thai thứ hai của mình. Vào ngày 21 tháng 7 năm 2013, đứa con thứ hai của hai vợ chồng cô, Antônio, được sinh ra trong khoa thai sản của Barra da Tijuca, cùng một bệnh viện nơi Paes đã sinh ra Pedro.